# Mont Saint-Grégoire
Pour les articles homonymes, voir Saint-Grégoire.
Le mont Saint-Grégoire est une des neuf collines Montérégiennes situées près de la ville de Montréal dans le sud-ouest du Québec. Le mont est nommé en l'honneur du pape Grégoire Ier.

## Géographie

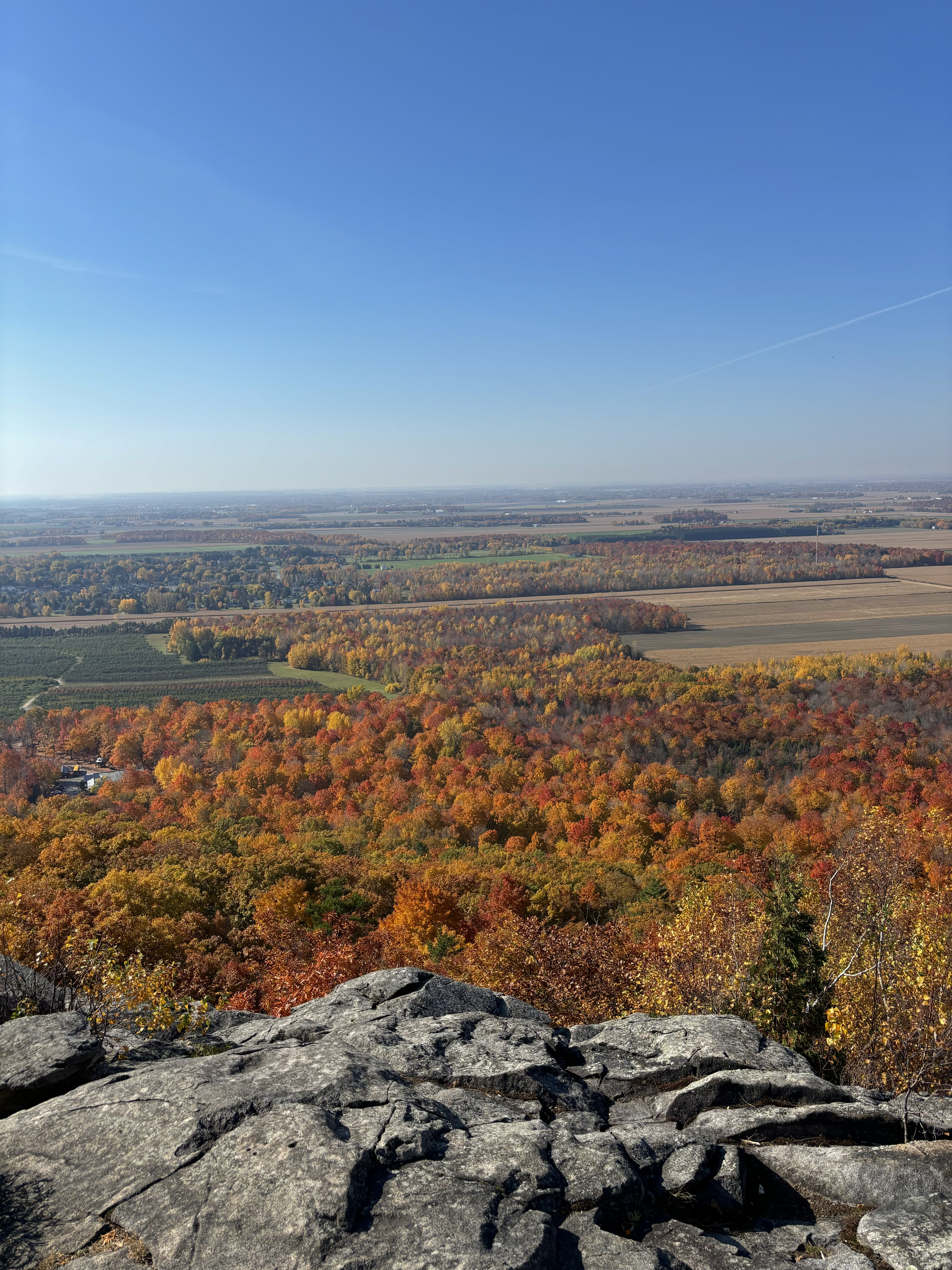
Vue depuis le sommet du mont Saint-Grégoire.

La montagne, haute de 251 mètres, est située à l'intérieur des limites de la municipalité de Mont-Saint-Grégoire.

### Géologie
Le mont Saint-Grégoire s'est formé il y a environ 125 millions d’années lors d’une intrusion souterraine de magma. Ce magma n’a pas atteint la surface terrestre et a figé en profondeur. La colline est apparue lors de l’érosion par les glaciers des roches sédimentaires avoisinantes, plus fragiles que la roche métamorphique formée par le contact du magma et de la roche sédimentaire.

## Activités
Le site est surtout connu pour ses nombreuses cabanes à sucre où des centaines de milliers de Québécois et de touristes vont, chaque année, fêter le retour du printemps en mangeant un copieux repas traditionnel québécois à base de sirop et de tire d'érable. Les cabanes à sucre sont principalement situées le long du Chemin du Sous-Bois, qui longe la base de la montagne du côté ouest et rejoint le Rang du Fort-Georges au nord. On trouve aussi plusieurs vergers au pied de la montagne.
L'organisme CIME, qui entretenait des sentiers dans la montagne depuis des décennies en vertu d'ententes avec les propriétaires des divers terrains, a acquis en 2006 certains lots, y compris le sommet de la montagne. Il lui a donc été possible de procéder à des aménagements plus permanents pour accueillir et informer les visiteurs.